# Ronneburg (Thüringen)

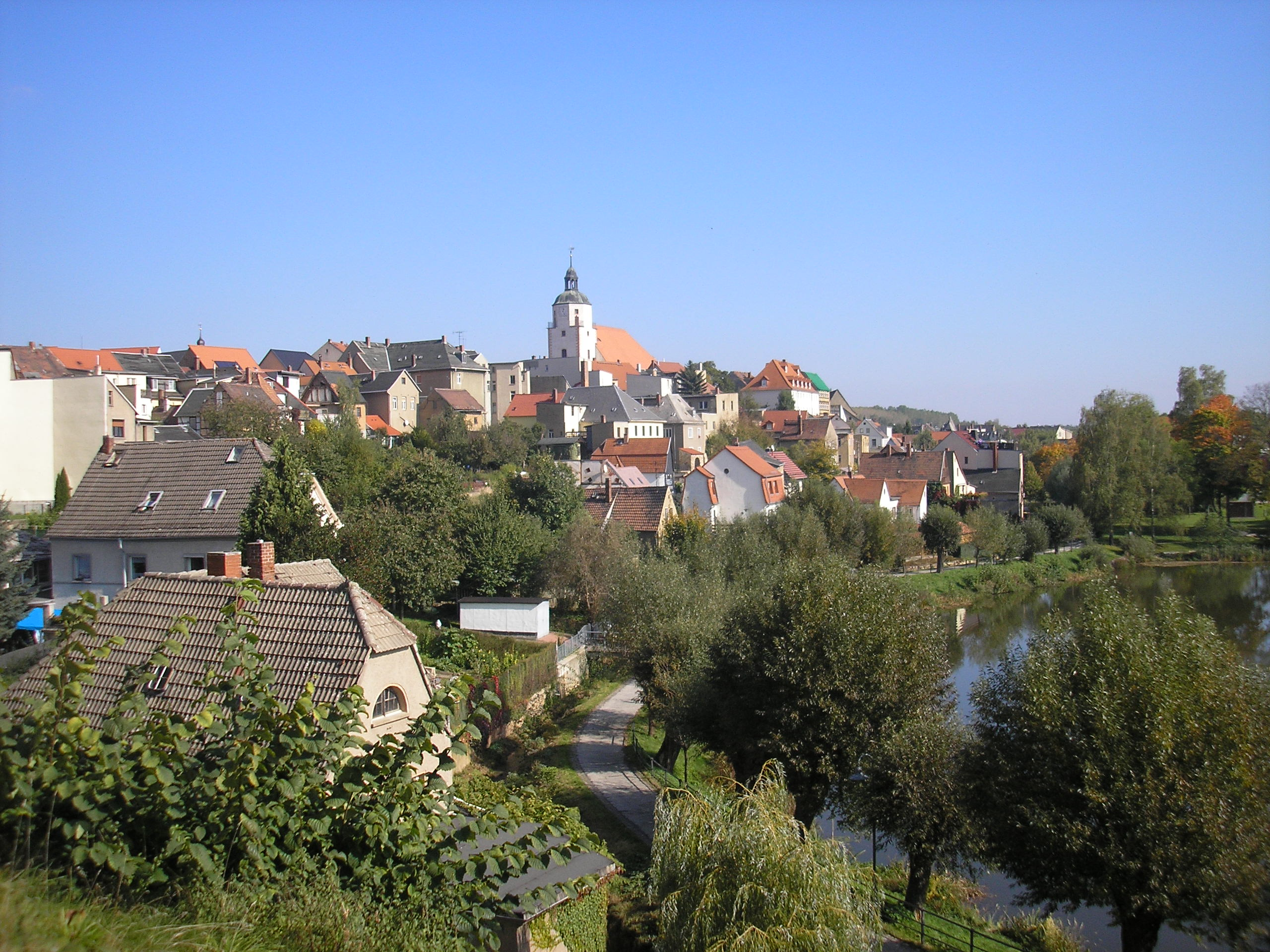
Blick auf die Altstadt

Ronneburg (amtlich Ronneburg/Thür.) ist eine Kleinstadt im thüringischen Landkreis Greiz.

## Geographie

### Geographische Lage
Ronneburg liegt östlich der kreisfreien Stadt Gera auf etwa 280 m ü. NN. Im östlichen Stadtgebiet entspringt beim Ortsteil Raitzhain der unter anderem auch durch Ronneburg fließende Gessenbach, ein Zufluss der Weißen Elster.

### Geologie
Das heutige Stadtgebiet, vor allem der Schlossfelsen und das Gebiet der Siebenberge, wurde durch frühere Eruptionen geformt. Noch heute sind vereinzelt „Steinerne Rosen“ als Zeugnis der Geschichte am Schlossfelsen (Diabas) zu finden, die größten Exponate wurden jedoch durch einen Erdrutsch im Jahre 2010 zerstört.

### Nachbargemeinden
Angrenzende Gemeinden sind Großenstein, Hilbersdorf, Kauern, Korbußen, Paitzdorf und Rückersdorf im Landkreis Greiz, die Stadt Gera sowie Löbichau und Posterstein im Landkreis Altenburger Land.

### Stadtgliederung
Zu Ronneburg gehören die Ortsteile Grobsdorf und Raitzhain.
Zum Stadtgebiet gehört auch der frühere Ort und ehemalige Stadtteil Schmirchau.

## Geschichte

### Ursprung des Stadtnamens
Der Ursprung des heutigen Namens Ronneburg ist umstritten und konnte bis zum heutigen Zeitpunkt nicht eindeutig geklärt werden. Eine Version besagt, dass die Bezeichnung der Stadt aus der Lage der „Gesse“, eines kleinen Baches, der am Schloss entlang fließt, entstand. Früher war das Schloss Ronneburg noch kein Schloss, sondern eine Burg. Da das Gewässer an der Burg entlang floss, entstand der Ausspruch „Burg an der Rinne“ (mit Rinne war der Bach gemeint). Daraus entwickelte sich nach und nach erst Rinneburg und dann das heutige Ronneburg. Eine Alternative dazu ist, dass der Name aus den Teilen „Ronne“ („rona“ – mittelhochdeutsch für Baumstamm, Wurzel oder Klotz) und -burg oder auch -berg (vom Wort „bergen“, Bezeichnung für etwas „schützen“ oder „verbergen“) besteht und somit eine frühe Palisadenbefestigung, aus der die Burg entstand, beschreibt.

### Stadtgeschichte

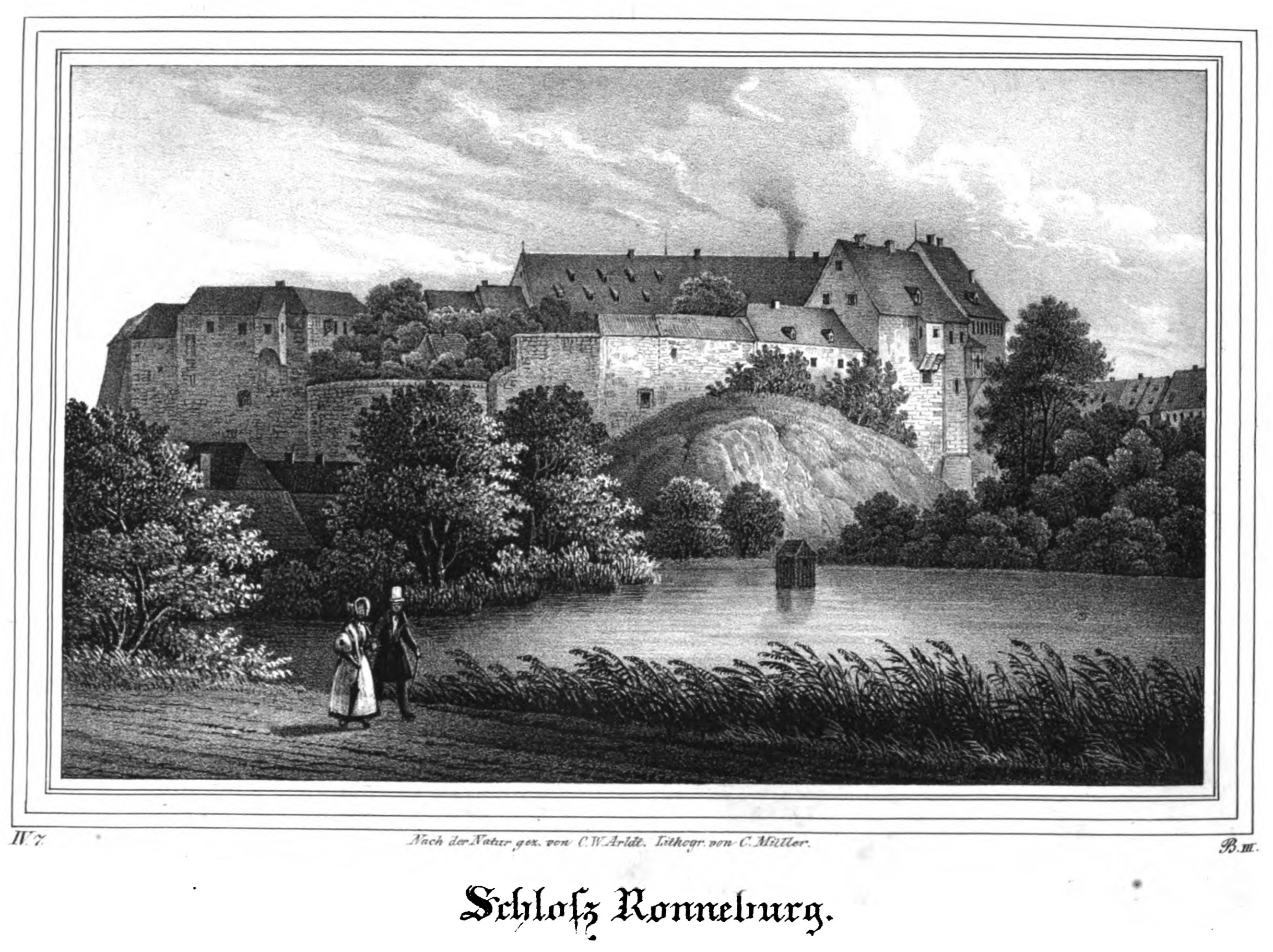
Schloss Ronneburg, Lithographie 1839

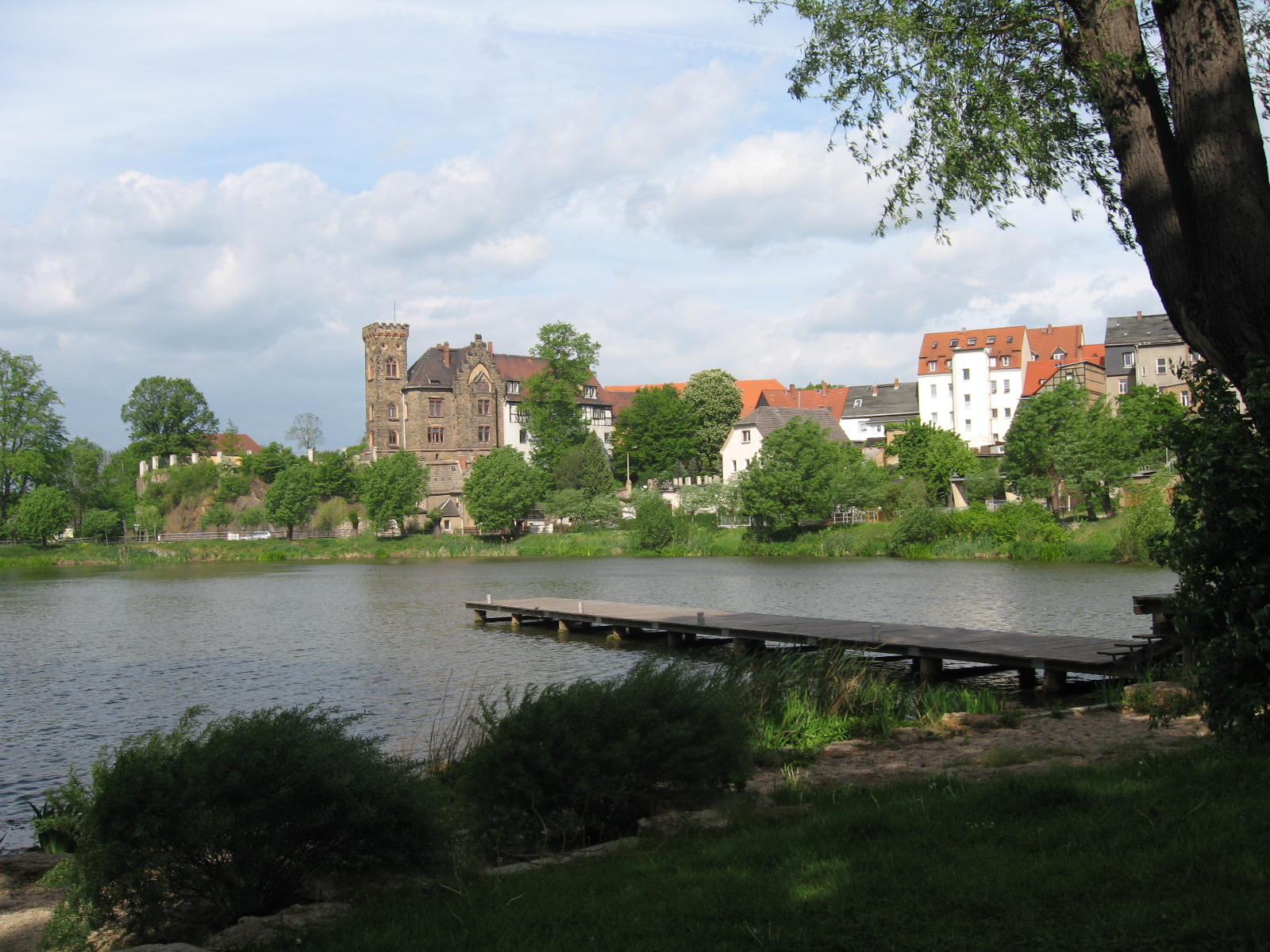
Blick über den Baderteich auf das Schloss

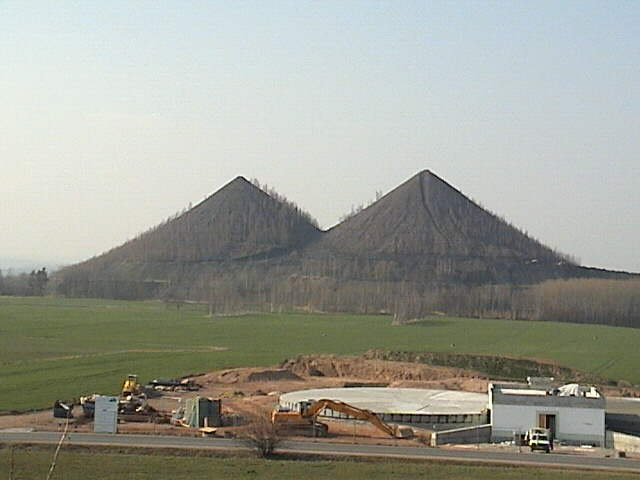
Reuster Spitzkegelhalden bei Ronneburg (März 2004)

Ronneburg wurde 1209 als Besitz der Vögte von Weida erstmals erwähnt, gehörte ab 1244 zu Plauen und erhielt 1304 Stadtrecht. 1327 schloss Heinrich von Reuß den Ronneburger Vertrag ab, ein Bündnis mit anderen Vögten gegen die Wettiner. Nach dem darauf folgenden Vogtländischen Krieg wurde Ronneburg wettinisches Lehen.
1517 wurde Ronneburg Eigentum der von den Ernestinern belehnten Wildenfelser, kam nach dem Schmalkaldischen Krieg 1548 zunächst zum Kurfürstentum Sachsen und 1554 wieder an die Ernestiner. Infolge der Erbteilungen ging es 1603 an Sachsen-Altenburg, 1672 an Sachsen-Gotha, 1680 an Sachsen-Eisenberg, 1707 an Sachsen-Gotha-Altenburg und schließlich 1826 zum Herzogtum Sachsen-Altenburg.
Ronneburg besitzt eine fast zweihundertjährige Tradition als Radiumbad und Kurort. Im 17. Jahrhundert waren beim Bergbau zunächst „störende“ Mineralquellen festgestellt worden. Die mit Urquelle, Rasenquelle, Schwefelquelle und Eulendorfer Quelle bezeichneten Quellen wurden um 1766 gefasst und an den Ortsrand abgeleitet. Hier entstand dann um 1770 eine barocke Kuranlage mit Lusthäusern, Esplanade und einem Park. In der Gründungsphase um 1767 verfasste der Fürstlich Sächsische Hofmedicus Georg Heinrich Königsdörfer eine Abhandlung über die Nützlichkeit einer Ronneburger Badekur. Zu den zufriedenen Besuchern der Kuranlage gehörte auch Heinrich Hoffmann von Fallersleben. Infolge der gesteigerten Bergbauaktivitäten versiegten die Mineralquellen, der Kurbetrieb hatte somit seine Existenzgrundlage verloren.
Das Jahr 1953 markiert den Beginn des Uranerzbergbaus durch die SDAG Wismut.
Von gewisser regional-, aber auch wirtschafts- und sozialgeschichtlicher Relevanz ist der Ronneburger Schnallensturm von 1841, ein Aufstand der Ronneburger Weber gegen die zunehmende Automatisierung ihres Gewerbes. Anlass war der Versuch der Fa. Hennig & Volcker, mechanische Webstühle einzusetzen, der in deren Zerstörung durch die wütenden Handweber mündete. Vom Ronneburger Schnallensturm ist ein Lied überliefert, das Ronneburger Schnallenlied:
| Seht ihr auf jenem Hügel die alte Hütte stehn? Da drinnen stehn Maschinen solln von sich selber gehen. Die wollen wir nicht haben, die von sich selber gehn, drum woll’n wir sie zerschlagen, das könn’ wir frei gestehn. | Am sechsundwanz’gen abends, im kühlen Monat März, das Bier, das war so labend, wir alle hatten Herz. Es schlug die Uhr halb neun, da war’n wir alle da. Wir stellten uns in Reih’n, und was, ach was geschah! | Nun ging’s mit Axt und Hammer nach jener Hütte hin. Oh weh! Oh weh! Welch Jammer, die guten, schön’ Maschin’! … Da hörte man ein Krachen, ein Bravorufen auch, so mancher musste lachen, doch manchen ärgert’s auch. |

In den Jahren des Zweiten Weltkrieges mussten mehr als 100 Frauen, Jugendliche und Männer aus den von Deutschland besetzten Ländern bei der Rüstungsfirma Hering Zwangsarbeit verrichten.
Während der DDR-Zeit war der Uranabbau der wichtigste Wirtschaftszweig der Region. Die Stadt Gera und die Umgebung verdankt ihm einen nicht unerheblichen Teil ihres Wachstums. Zeitweise wurden elf Prozent des weltweit abgebauten Urans in Ronneburg gefördert.
1990 wurde der Uranabbau eingestellt. Es wurde mit der Flutung der Stollen und der Rekultivierung der Tagebaue begonnen. Diese Rekultivierungsmaßnahmen waren sogar EXPO-Projekt im Jahr 2000. Kennzeichen der Landschaft um Ronneburg waren die vier charakteristischen Spitzkegelhalden, deren Einebnung am 5. Juni 2004 begann und abgeschlossen ist.
Ziel dieser Rekultivierungsmaßnahmen war es, die Uranerzbergbaufolgelandschaft zu sanieren. Auf einen Teil der ehemaligen Bergbauflächen wurde die so genannte Neue Landschaft Ronneburg geschaffen, die 2007 gemeinsam mit dem ebenfalls neu gestalteten Stadtpark von Ronneburg Bestandteil der Bundesgartenschau 2007 war. Auf diese Weise ist ein Gürtel von Grünflächen entstanden, der sich vom Zentrum der Stadt Gera bis ins Zentrum von Ronneburg erstreckt.
Seit 1998 (publiziert) ist die Stadt Ronneburg Namensgeberin für das auf der Absetzerhalde des Urantagebaus Lichtenberg erstmals entdeckte Mineral Ronneburgit.

### Eingemeindungen
Am 1. Juli 1950 wurden die bis dahin eigenständigen Gemeinden Grobsdorf, Naulitz und Schmirchau eingegliedert. Naulitz wurde am 1. Juli 1994 in die Stadt Gera umgegliedert.

### Einwohnerentwicklung
Nach dem Zweiten Weltkrieg stieg durch die Bergbauaktivität die Einwohnerzahl stark an. Der Grund für den ungewöhnlich starken Rückgang bis 1990 war die Erweiterung der Plattenbausiedlungen in Gera, Schmölln und Altenburg.
Entwicklung der Einwohnerzahl (ab 1955 31. Dezember):
| 1831 bis 1960 - 1831: 04.476 - 1890: 06.055 - 1895: 06.195 - 1933: 07.852 - 1939: 07.620 - 1946: 09.189 a - 1950: 08.909 b - 1955: 12.753 - 1956: 13.185 - 1960: 11.987 | 1964 bis 2003 - 1964: 12.079 - 1970: 10.984 - 1974: 10.116 - 1994: 06.531 - 1996: 06.386 - 1998: 06.146 - 2000: 05.924 - 2001: 05.808 - 2002: 05.748 - 2003: 05.614 | 2004 bis 2013 - 2004: 5.577 - 2005: 5.515 - 2006: 5.410 - 2007: 5.367 - 2008: 5.270 - 2009: 5.212 - 2010: 5.134 - 2011: 5.048 - 2012: 4.902 - 2013: 4.929 | ab 2014 - 2014: 4.964 - 2015: 4.989 - 2016: 5.015 - 2017: 4.994 - 2018: 5.026 - 2019: 5.011 - 2020: 4.953 - 2021: 4.949 - 2022: 5.071 - 2023: 5.034 |

 Datenquelle ab 1994: Thüringer Landesamt für Statistik

## Politik

### Stadtrat
Nach der Kommunalwahl vom 26. Mai 2024 setzt sich der Stadtrat wie folgt zusammen:
| Partei    | Sitze    | Sitzverteilung 2024 im Stadtrat RonneburgInsgesamt 20 Sitze - FW: 11 - CDU: 9 |
| RWG       | 11 (+11) | Sitzverteilung 2024 im Stadtrat RonneburgInsgesamt 20 Sitze - FW: 11 - CDU: 9 |
| CDU       | 9 (−3)   | Sitzverteilung 2024 im Stadtrat RonneburgInsgesamt 20 Sitze - FW: 11 - CDU: 9 |
| FDP       | 0 (−5)   | Sitzverteilung 2024 im Stadtrat RonneburgInsgesamt 20 Sitze - FW: 11 - CDU: 9 |
| DIE LINKE | 0 (−3)   | Sitzverteilung 2024 im Stadtrat RonneburgInsgesamt 20 Sitze - FW: 11 - CDU: 9 |

Der Ronneburger Stadtrat setzte sich bis 2014 aus 20 Abgeordneten zusammen. Nach der Wahl am 25. Mai 2014 verringerte sich diese Zahl auf 16, da die Einwohnerzahl Ronneburgs unter 5000 sank.
Ergebnisse der Kommunalwahlen von 1994 bis 2024
| Fraktion        | 1994             | 1999             | 2004             | 2009             | 2014              | 2019              |
| --------------- | ---------------- | ---------------- | ---------------- | ---------------- | ----------------- | ----------------- |
| CDU             | 8 Sitze (38,6 %) | 8 Sitze (41,0 %) | 8 Sitze (36,0 %) | 7 Sitze (36,1 %) | 10 Sitze (60,6 %) | 12 Sitze (61,9 %) |
| SPD             | 6 Sitze (29,5 %) | 5 Sitze (25,5 %) | 4 Sitze (18,3 %) | 4 Sitze (20,9 %) | 01 Sitz0 (7,6 %)  | –                 |
| FWG*            | 2 Sitze (11,4 %) | 2 Sitze 0(8,7 %) | 4 Sitze (19,7 %) | 4 Sitze (20,0 %) | 02 Sitze (12,0 %) | –                 |
| Die Linke**     | 3 Sitze (16,3 %) | 4 Sitze (19,8 %) | 4 Sitze (21,4 %) | 4 Sitze (16,6 %) | 02 Sitze (14,7 %) | 3 Sitze (14,3 %)  |
| FDP             | 1 Sitz0 (4,1 %)  | 1 Sitz0 (5,1 %)  | 0 Sitze 0(4,5 %) | 1 Sitz0 (6,6 %)  | 01 Sitz0 (5,2 %)  | 5 Sitze (23,8 %)  |
| Wahlbeteiligung | 70,9 %           | 54,6 %           | 51,5 %           | 55,4 %           | 52,8 %            | 57,1 %            |

* 1999 und 2004: FWG-R     ** bis 2004: PDS

### Bürgermeister
Von 1990 bis 2012 war Manfred Böhme Bürgermeister der Stadt Ronneburg. Er war jahrelang für die CDU gewählt, verließ jedoch 2011 die Partei. Während seiner Amtszeit war er wegen unsachgemäßer Verwendung von Fördergeldern und dem Umgang mit der Auftragsvergabe in die Kritik geraten. Am 1. Juli 2012 übernahm Krimhild Leutloff (CDU) das Amt und führte dies bis 2024. Daraufhin wurde André Ruderisch (parteilos) in das Amt gewählt.

### Städtepartnerschaften
Eine offizielle Städtepartnerschaft besteht seit 2003 zu Hauteville-Lompnes im Französischen Jura, wobei erste Kontakte im August 1995 geknüpft wurden.
Eine offizielle Städtefreundschaft wurde im Jahr 1991 durch Vertreter von Münzenberg in Hessen und Ronneburg sowie im selben Jahr zwischen Ronnenberg in Niedersachsen und dem Thüringer Ronneburg unterzeichnet. Weiterhin bestehen freundschaftliche Verhältnisse zu den Städtepartnern von Ronnenberg, das sind Duclair in Frankreich und Swarzędz in Polen.

## Kultur und Sehenswürdigkeiten

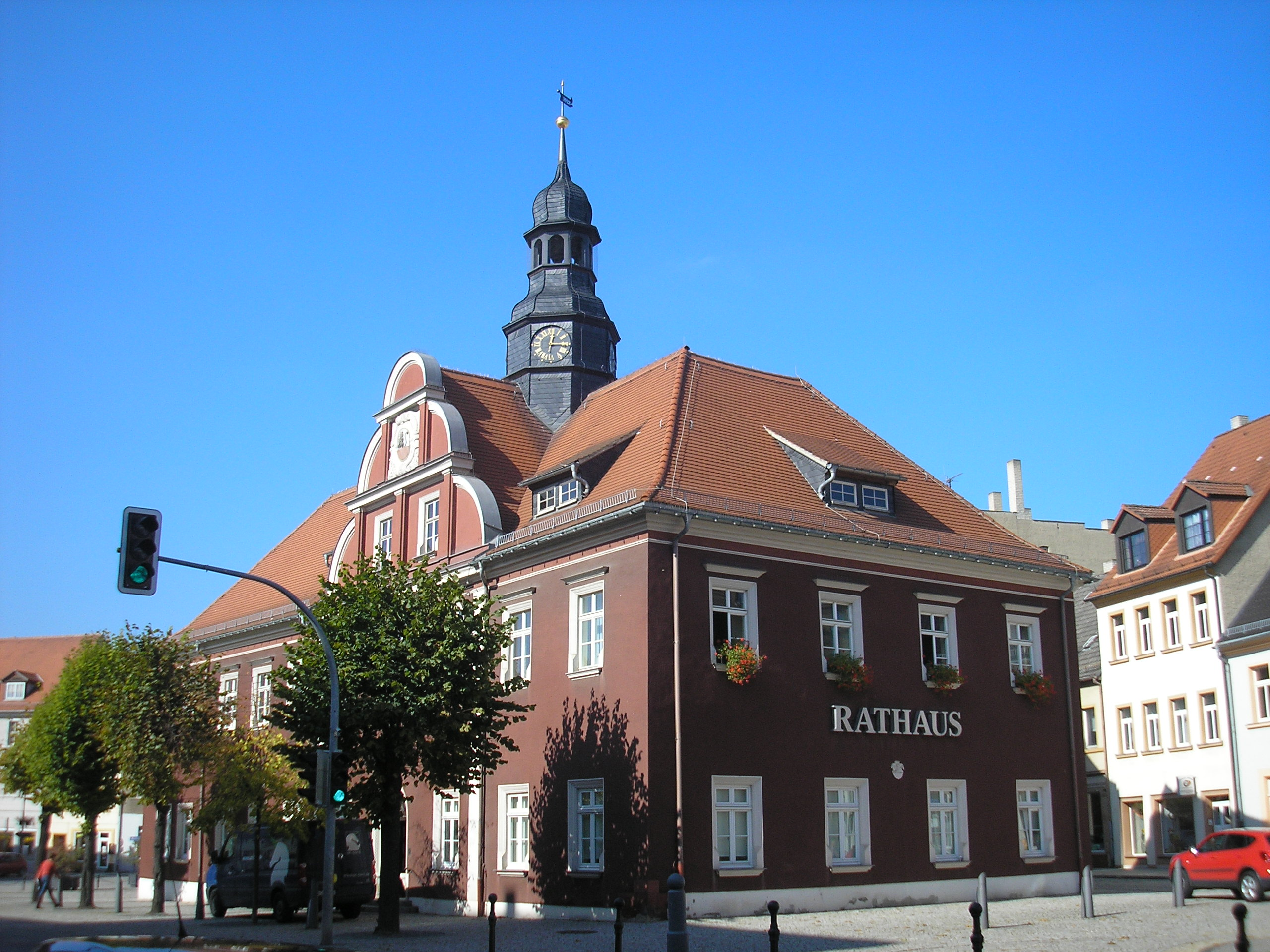
Das Ronneburger Rathaus

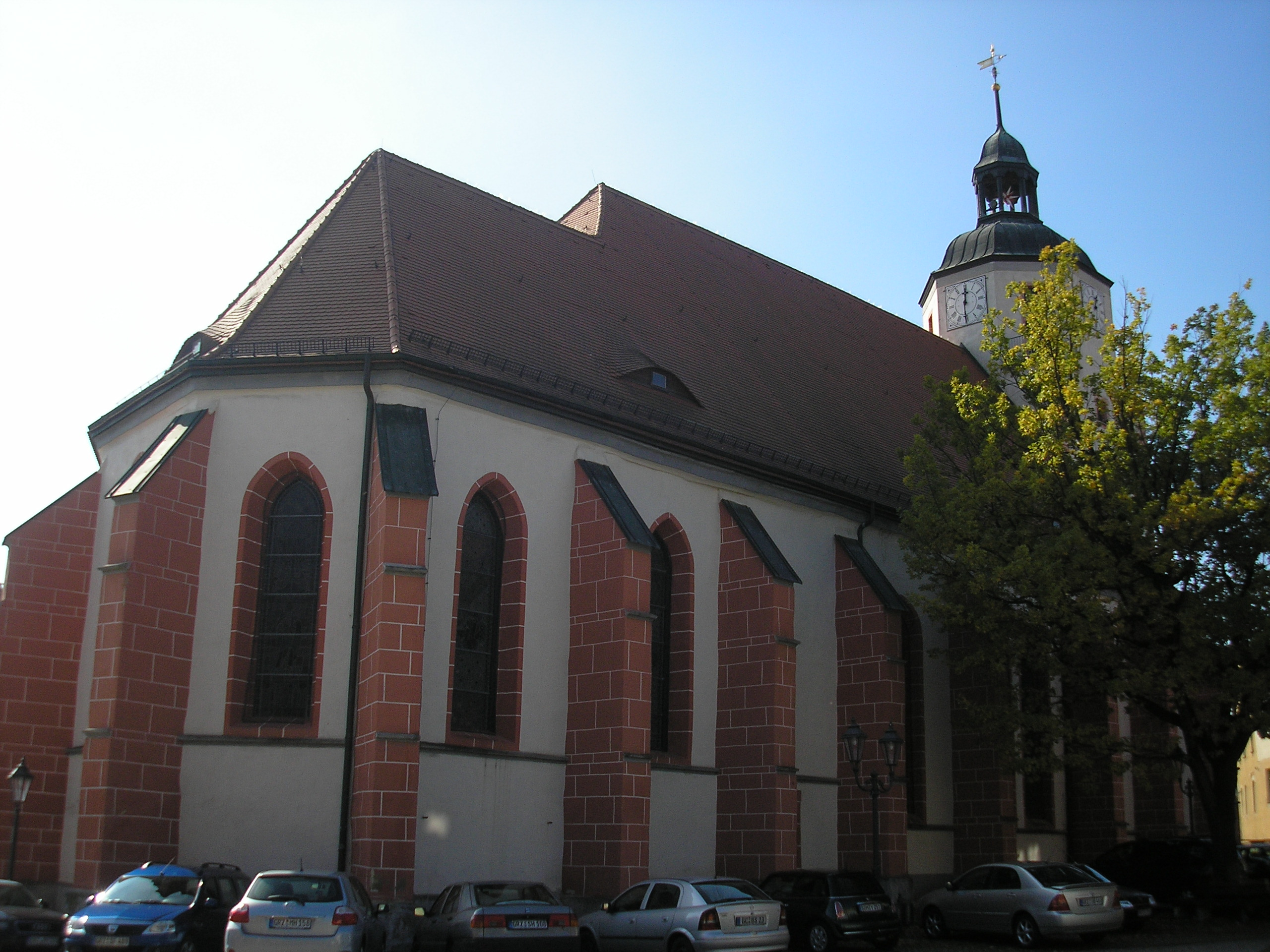
Stadtkirche

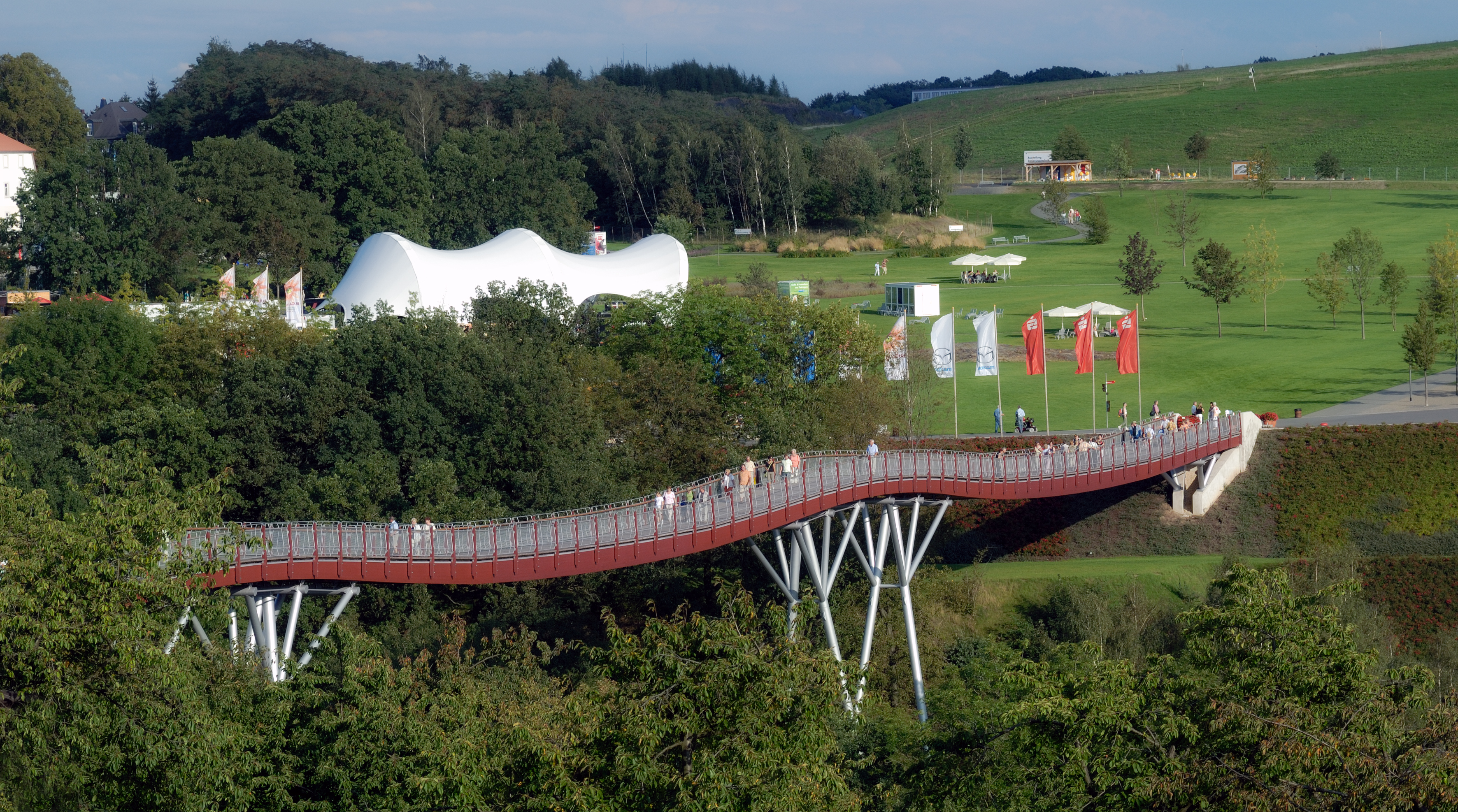
Die Holzbrücke Drachenschwanz über das Gessental in der Neuen Landschaft Ronneburg

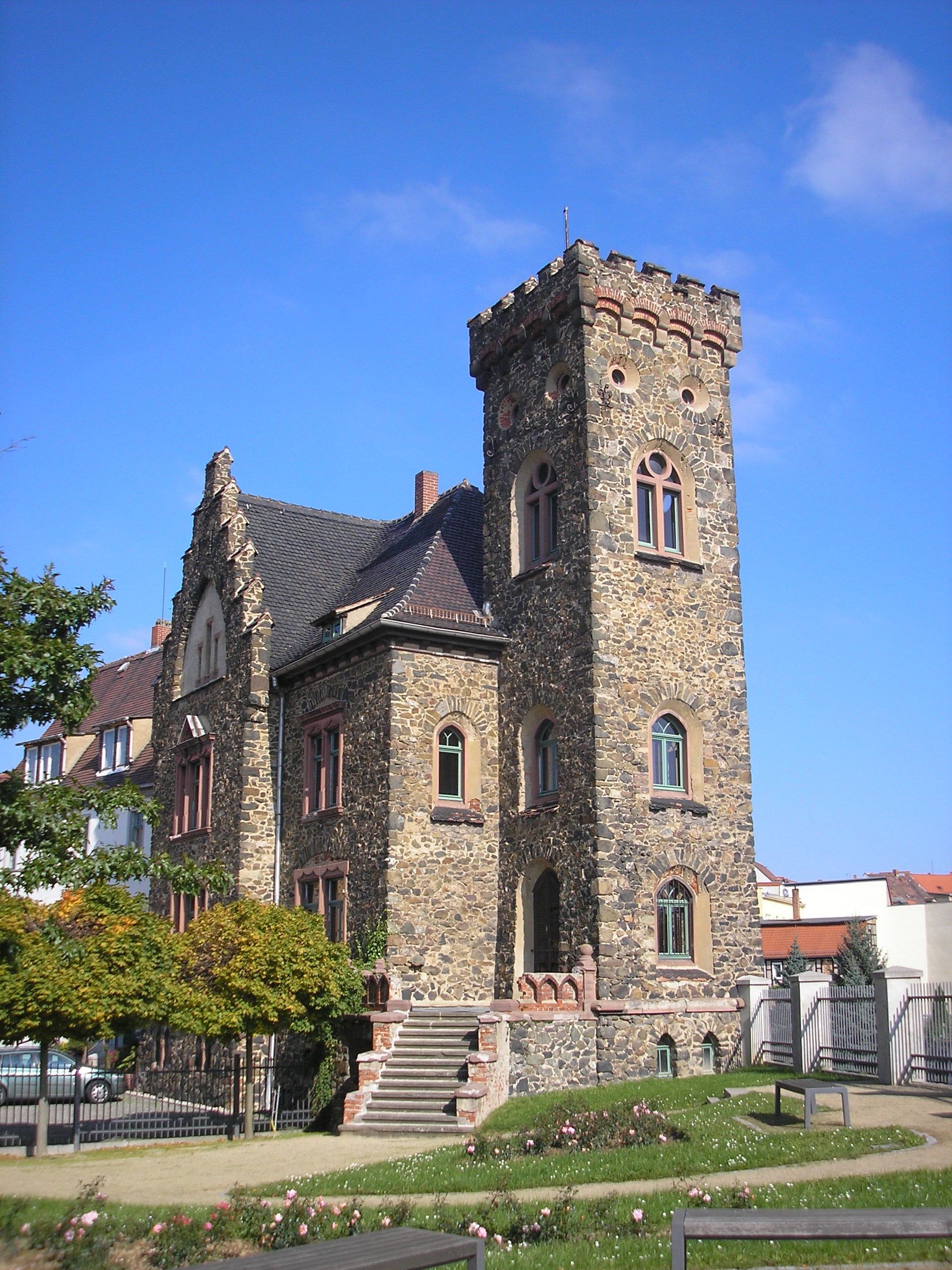
Das neue Schloss in Ronneburg

### Museen
Im vorderen Teil des Schlosses befindet sich das Stadt- und Schulmuseum der Stadt Ronneburg, welches durch den Heimatverein Ronneburg e. V. betreut wird.
In einem Gebäude neben der Bogenbinderhalle, befindet sich das „Bergbaumuseum Ronneburg“, mit einem Schaubergwerk im Keller des Gebäudes, das sich der Geschichte des Uranerzbergbaus und der gegenwärtigen Landschaftsumgestaltung verschrieben hat.
Das Technische Denkmal „Schacht407“ des ehemaligen Materialschachtes 407 befindet sich ca. 2 km vom Schaubergwerk entfernt.
Hier können die übertägigen Anlagen, wie das Maschinenhaus und das Schachtgebäude besichtigt werden. Für dessen geführte Besichtigung ist eine vorherige Anmeldung im Schaubergwerk erforderlich.
In der so genannten Neuen Scheune neben dem Rittergut in der Neuen Landschaft befindet sich das Museum der Wismut GmbH Objekt90. Dieses zeigt ebenfalls die Geschichte des Bergbaus der Region in moderner Art und Weise.

### Bauwerke
Das heutige Zentrum Ronneburgs ist geprägt von alten, mittelalterlich anmutenden Wohnhäusern und ehemaligen Kaufmannshöfen. Rund um das zum Teil aus dem Jahre 1529 stammende Rathaus mit kunstvoller Freitreppe reiht sich ein Haus an das nächste. Unter diesen sind das Patrizierhaus Noack aus dem Jahr 1736 und die wohl älteste Gaststätte Ronneburgs, der Gambrinus, zu erwähnen. Der Markt ist mit Ratswaage und Marktbrunnen geschmückt. Hinter dem Markt befindet sich ein zweiter zentraler Platz, der Kirchplatz, mit der spätgotischen Pfarrkirche St. Marien aus dem 15. Jahrhundert und der Pfarrvikarie mit aufwendiger Fachwerkfassade im Hildesheimer Stil. Direkt am Rande des Platzes verlief die mittelalterliche Stadtmauer. Noch heute ist ihr ringförmiger Verlauf durch die Stadt gut zu erkennen. Neben kleineren Maueröffnungen wie der Pforte und der Kirchpforte gab es ebenfalls zwei große Stadttore, das Obere (Steiner) und das Untere (Ratzener) Tor, die Ende des 18. Jahrhunderts abgerissen wurden. Noch heute sind die Standorte der Tore durch Gedenktafeln und besondere Pflasterung der Straße gut zu erkennen.
Nördlich der Altstadt befindet sich das Gebäude der ehemaligen Bürgerschule, heute Friedrich-Schiller-Schule. Zahlreiche Fabrikantenvillen prägen in Goethestraße, Brunnenstraße und Weidaer Straße das Bild.
Schloss
Das Schloss Ronneburg befindet sich talabwärts auf einem steilen Felssporn im Westen Ronneburgs. Zahlreiche Epochen sind in diesem Gebäudeareal vertreten, von der Romanik bis hin zum Historismus. Das heutige Schloss lässt sich in einen vorderen und einen hinteren Teil gliedern. Der hintere ältere Teil besteht aus dem Rittersaal, einem an die Geschichte angelehnten Neubau und einigen alten Kellergewölben. Der Saal stellt das letzte Überbleibsel der alten Burg dar und wird heute für städtische Veranstaltungen und standesamtliche Trauungen genutzt. Der vordere historistische Bau mit Turmgebäude wurde Ende des 19. Jahrhunderts als Wohnung für die Amtsleute erbaut.
Das prächtigste Gebäude mit reicher Stuckfassade, das Amtsgericht, wurde um 1900 auf alten Grundmauern neu errichtet. Neben dem Gerichtsgebäude befindet sich die St.-Georgs-Kapelle. Die ehemalige Burgkirche (genutzt bis zur Reformation 1529) ist heute die älteste Kapelle Ronneburgs. Der älteste Teil des vorderen Areals ist der romanische Torbogen, der noch heute als einziger Zugang zum Schloss dient.

### Gedenkstätten
Ein Gedenkstein auf dem Rudolf-Breitscheid-Platz mit einem Porträt von Ernst Thälmann erinnert an die Opfer des Faschismus.

### Grünflächen und Naherholung

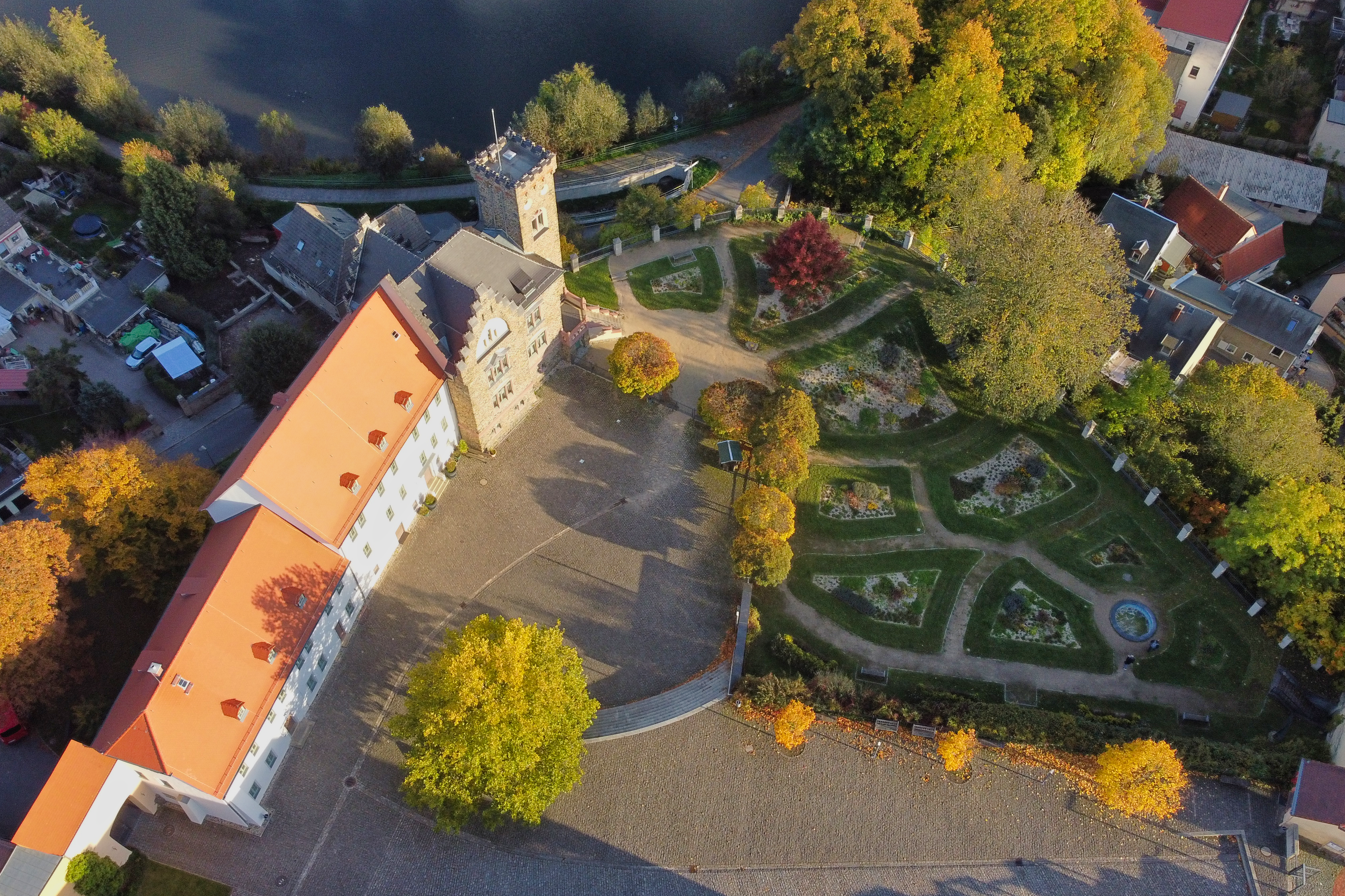
Draufsicht auf das Schlossgelände, 2022

Die Neue Landschaft Ronneburg grenzt im Westen der Stadt an. Sie beherbergt Europas längste Holzspannbandbrücke Drachenschwanz über das Gessental sowie den Aussichts- und Kletterturm Entdeckerturm. Am Rande der Neuen Landschaft liegt ein Rittergut mit Rosengarten. Südlich der Altstadt befinden sich in der Brunnenstraße die ehemaligen Kuranlagen und der Kurpark (Brunnenholz).
Am Bahnhof fällt eine Platane auf: Der mehrere hundert Jahre alte Baumstamm wurde beim Bau der Bahnlinie zugeschüttet. Der Baum, wie er heute zu sehen ist, stellt also nur die Baumkrone dar.

### Regelmäßige Veranstaltungen
Im Laufe jedes Jahres werden verschiedene Feste gefeiert, darunter zum Beispiel das Altstadtfest, das Brunnenfest mit Brunnenfee (jeweils im Schloss Ronneburg) oder das Pyramidenfest in der Bogenbinderhalle, in deren Mittelpunkt eine große Weihnachtspyramide mit einer Höhe von 6,50 m, einem Gewicht von 2,5 t und einem Durchmesser des Flügelrades von 3,25 m steht. Das Besondere an diesem hölzernen Bauwerk sind die handgeschnitzten, von Ronneburger Bürgern gestifteten Figuren und die Kuppel, die der des Rathauses nachempfunden ist. In einer im Dezember 2010 durchgeführten Abstimmung des MDR-Fernsehens wurde die Stufenpyramide in Ronneburg zur „Beliebtesten Weihnachtspyramide Deutschlands“ gewählt. Die Veranstaltung stellt den größten überdachten Weihnachtsmarkt Thüringens dar.

## Wirtschaft und Infrastruktur

### Verkehr

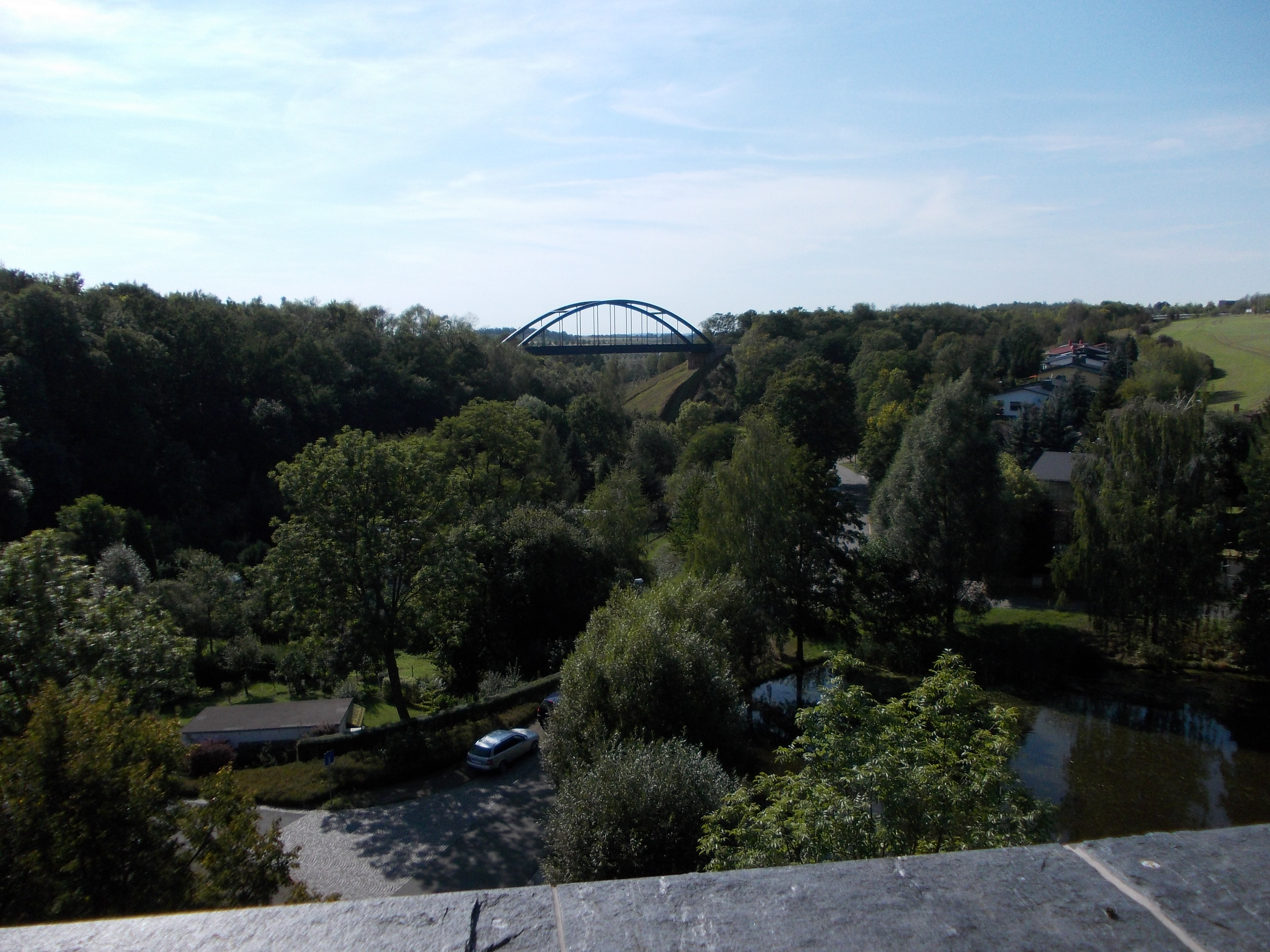
Blick vom Schloss auf die neue Bahnbrücke

Ronneburg ist über die Anschlussstellen Ronneburg und Gera-Leumnitz an die Bundesautobahn 4, die nördlich der Stadt entlangführt, angebunden. Durch die Stadt führt auch die Bundesstraße 7 von Gera nach Altenburg. Weitere Straßen sind die L 1081 zur sachsen-anhaltischen Grenze bei Beiersdorf und zur B 175 bei Chursdorf (Gemeinde Seelingstädt) sowie die Greizer K 115 nach Gera-Kaimberg.
Ronneburg besitzt einen Bahnhof an der Bahnstrecke Gößnitz–Gera, auf der Regionalexpress-Züge der Relationen Göttingen–Glauchau und Erfurt–Gera–Altenburg stündlich abwechselnd verkehren. 2006 erfolgte der Abriss des Bahnhofsgebäudes und die Vereinfachung der Bahnanlagen. 2009 musste die denkmalgeschützte Eisenbahnbrücke über die Brunnenstraße zugunsten eines Neubaues abgerissen werden, wobei die historischen Brückenpfeiler erhalten blieben. Das Stadtgebiet wird von der mit Sandzügen befahrenen Wismut-Werkbahn tangiert.

### Ansässige Unternehmen
Der intensive Aufbau der mechanischen Weberei begann 1863 und ab 1910 wurden Autoräder produziert.
Auf dem Gelände der Firma Clad in der Bahnhofstraße war in den Jahren 1944 und 45 eine Abteilung der Physikalisch-Technischen Reichsanstalt (PTR) eingerichtet. Die zunehmenden Luftangriffe auf die Reichshauptstadt machten ab 1943 eine Verlegung nach Weida erforderlich, allerdings wurde aufgrund des dortigen Platzmangels die Abteilung V für Atomphysik und physikalischer Chemie in Ronneburg untergebracht. Diese Abteilung war für die Reichsradiumreserve, die zu Beginn des Krieges geschaffen wurde, zuständig. Die Reichsradiumreserve umfasste eine Menge von 21,8 Gramm und hatte einen Wert von 3 Mio. Reichsmark. Sie wurde in einem Stollen in der Brunnenstraße versteckt, dessen Reste noch heute sichtbar sind.
Das benachbarte Gewerbegebiet Korbußen an der Bundesautobahn 4 ist ein wichtiger Wirtschaftsstandort für Ronneburg und die Region rund um Gera. Weitere Gewerbeflächen wurden an der B 7 in Richtung Gera und am Beerwalder Weg bei Raitzhain ausgewiesen.

### Wasserver- und Abwasserentsorgung
Ronneburg ist Mitglied im Zweckverband Wasser/Abwasser Mittleres Elstertal. Dieser übernimmt die Trinkwasserversorgung und Abwasserentsorgung.

## Persönlichkeiten

### Ehrenbürger
- Paul von Hindenburg (1847–1934), Generalfeldmarschall[10]

### Söhne und Töchter der Stadt
- David Voit (1530–1589), evangelischer Theologe
- Felix Spitz (* 1. Dezember 1641; † 13. Januar 1717 in Altdorf), Rechtslehrer[11]
- Gottfried Taubert (1670–1746), Tanzmeister der Barockzeit
- Gotthilf Friedemann Löbert (1722–1799), Generalsuperintendent in Altenburg
- Johann Christian Partzschefeldt (1756–1820), Zeichner und Universitätszeichenlehrer in Tübingen
- Friedrich Wilhelm Streit (1772–1839), Artillerieoffizier, Kartograph und Autor
- Georg Friedrich von Gerstenbergk (1778–1838), Jurist, Schriftsteller und Kanzler im Großherzogtum Sachsen-Weimar-Eisenach
- Karl Eugen Petzold (1813–1889), Organist
- Carl Victor Sonnenkalb (1814–1869), Jurist und Politiker
- Frida Bettingen, geb. Reuter (1865–1924), Schriftstellerin
- Franz Zink (1867–1937), deutscher Politiker (SPD, USPD)
- Wilhelm Reichardt (1871–1941), Theologe, erster Landesbischof der Thüringer Evangelischen Kirche
- Wilhelm Piehler (1873–1948), hessischer Landtagsabgeordneter
- Martin Reichardt (1874–1966), Psychiater und Hochschullehrer
- Kurt Moosdorf (1884–1956), Politiker (SPD)
- Karl Heinrich Sieber (1888–1946), Politiker (CNBL, NSDAP)
- Rudolf Degkwitz (1889–1973), Ordinarius für Kinderheilkunde, Erfinder der Masernschutzimpfung
- Ernst Oscar Albrecht (1895–1953), Maler und Grafiker
- Ernst Langlotz (1895–1978), Klassischer Archäologe
- Walter Porzig (1895–1961), Sprachwissenschaftler
- Johannes Steudel (1901–1973), Medizinhistoriker
- Heinz Oettel (1903–1980), Pharmakologe
- Paul Bromme (1906–1975), Politiker (SPD), Journalist und Widerstandskämpfer gegen den Nationalsozialismus
- Werner Franke (1919–1990), Generaldirektor der VOB UNION in der DDR und Politiker (CDU)
- Karl Oehler (1923–2021), Fußballspieler
- Winfried Pickart (* 1950), ehemaliger Politiker (CDU)
- Christiane Bainski (* 1952), Politikerin (Bündnis 90/Die Grünen)
- Thomas Kurzhals (1953–2014), Keyboarder, Komponist und Rockmusiker
- Konstanze Lauterbach (1954–2025), Theaterregisseurin
- Gert Brauer (1955–2018), Fußballspieler
- Roland Feldmann (1956–1988), Todesopfer an der innerdeutschen Grenze
- Mario Hoyer (* 1965), ehemaliger Bobfahrer

### Kurgäste
- Georg Anton Benda (1722–1795), Gothaer Kapellmeister und Komponist, während seines Ruhestandes in Ohrdruf (ab 1783) und Bad Köstritz (ab 1790)
- August Heinrich Hoffmann von Fallersleben (1798–1874), Dichter der deutschen Nationalhymne